# Who Says You Can't Go Home
Who Says You Can't Go Home è un singolo del gruppo rock statunitense Bon Jovi, pubblicato nel 2006 ed estratto dall'album Have a Nice Day.

## Il brano
Il brano è stato scritto da Jon Bon Jovi e Richie Sambora e prodotto dagli stessi autori con John Shanks.
Il brano è stato diffuso in versione country negli Stati Uniti in duetto con Jennifer Nettles, cantante del gruppo Sugarland.

## Tracce
UK CD 1
1. Who Says You Can't Go Home (Radio edit)
2. Complicated (Live In Boston)

UK CD 2
1. Who Says You Can't Go Home (Radio edit)
2. Last Man Standing (Live in Boston)
3. Raise Your Hands (Live in Boston)
4. Who Says You Can't Go Home - music video (dog fursuit version)